# Challenger de Bangkok 2020
El Challenger de Bangkok 2020 fue un evento de tenis de categoría challenger disputado entre el 12 y el 18 de enero en la ciudad de Bangkok, Tailandia. En su duodécima versión el torneo se jugó en el Rama Garden Hotel en canchas duras. Como parte de la temporada 2020 del circuito Challenger, la competencia repartió un total de $54 160 en premios y 80 puntos ATP a los ganadores. 

## Distribución de puntos
| Modalidad    | Campeón | Finalista | Semifinales | Cuartos de final | 3ª ronda | 2ª ronda | 1ª ronda | Clasificados | 1ª ronda de clasificación |
| Individuales | 80      | 48        | 29          | 15               | 7        | 4        | 0        | 0            | -                         |
| Dobles       | 80      | 48        | 29          | 15               | -        | -        | 0        | 0            | -                         |

## Participantes en individuales

### Cabezas de serie
| Favorito | País                        | Jugador             | Ranking | Posición en el torneo |
| -------- | --------------------------- | ------------------- | ------- | --------------------- |
| 1        | Bandera de República Checa  | Jiří Veselý         | 102     | Segunda ronda         |
| 2        | Bandera de Hungría          | Attila Balázs       | 131     | Campeón               |
| 3        | Bandera de los Países Bajos | Robin Haase         | 161     | Segunda ronda         |
| 4        | Bandera de Uzbekistán       | Denis Istomin       | 174     | Tercera ronda         |
| 5        | Bandera de Túnez            | Malek Jaziri        | 229     | Segunda ronda         |
| 6        | Bandera de Rusia            | Roman Safiullin     | 248     | Semifinales           |
| 7        | Bandera de Ucrania          | Illya Marchenko     | 251     | Segunda ronda         |
| 8        | Bandera de Rusia            | Evgeny Karlovskiy   | 252     | Cuartos de final      |
| 9        | Bandera de Italia           | Gian Marco Moroni   | 255     | Semifinales           |
| 10       | Bandera de Argentina        | Renzo Olivo         | 263     | Tercera ronda         |
| 11       | Bandera de Rusia            | Teymuraz Gabashvili | 270     |                       |
| 12       | Bandera de Portugal         | Gonçalo Oliveira    | 271     | Segunda ronda         |
| 13       | Bandera de Colombia         | Santiago Giraldo    | 272     | Tercera ronda         |
| 14       | Bandera de Estados Unidos   | JC Aragone          | 274     | Tercera ronda         |
| 15       | Bandera de Croacia          | Borna Gojo          | 275     | Cuartos de final      |
| 16       | Bandera de Alemania         | Daniel Altmaier     | 276     | Segunda ronda         |

- Se ha tomado en cuenta el ranking del 23 de diciembre de 2019[1]

### Otros participantes
Los siguientes jugadores recibieron una invitación (wild card), por lo tanto ingresan directamente al cuadro principal (WC):
- Congsup Congcar
- Palaphoom Kovapitukted
- Michael Mathayomchand
- Kasidit Samrej
- Wishaya Trongcharoenchaikul

Los siguientes jugadores entraron en el cuadro principal como suplentes (alt):
- Sadio Doumbia

Los siguientes jugadores entraron al cuadro principal tras disputar las clasificaciones (Q):
- Vladyslav Orlov
- Sidharth Rawat

Los siguientes jugadores ingresaron al cuadro principal como perdedores afortunados (LL):
- Tomislav Brkić (por  Teymuraz Gabashvili)

## Participantes en dobles

### Cabezas de serie
| Favoritos | Tenistas                                  | Ranking | Posición en el torneo |
| 1         | Gonzalo Escobar Miguel Ángel Reyes Varela | 177     | Semifinales           |
| 2         | Romain Arneodo Andre Begemann             | 187     | Cuartos de final      |
| 3         | Tomislav Brkić Ante Pavić                 | 211     | Primera ronda         |
| 4         | Purav Raja Adil Shamasdin                 | 223     | Primera ronda         |

### Otros participantes
Las siguientes parejas recibieron una invitación (wild card), por lo tanto ingresan directamente al cuadro principal (WC):
- Andréi Golúbev /  Aleksandr Nedovyesov
- Sonchat Ratiwatana /  Wishaya Trongcharoenchaikul
- Palaphoom Kovapitukted /  Kasidit Samrej

## Campeones

### Individual Masculino
- Attila Balázs  derrotó en la final a  Aslan Karatsev por 7–6 (5), 0–6, 7–6 (6)

### Dobles Masculino
- Andrey Golubev /  Aleksandr Nedovyesov  derrotaron en la final a  Sanchai Ratiwatana /  Christopher Rungkat  por 3–6, 7–6 (1), [10–5]